# Cesio
Cesio (en ligur Cexi) és un comune italià, situat a la regió de la Ligúria i a la província d'Imperia. El 2011 tenia 281 habitants.

## Geografia
El comune de Cesio està situat a l'alta vall del torrent Impero, al vessant esquerra del riu Tresenda. Té una superfície de 8,86 km² i les frazioni d'Arzeno d'Oneglia, Cartari i Colle San Bartolomeo. Limita amb les comunes de Caravonica, Casanova Lerrone, Chiusanico, Pieve di Teco, Testico i Vessalico.